# Chazz Nittolo
Chazz Nittolo (* 26. Oktober 2000 in Malibu) ist ein US-amerikanischer Schauspieler.

## Leben
Nittolo begann im Alter von 10 Jahren mit dem Schauspielen. Als er dreizehn Jahre alt war, nahm er eine Pause, weil er sich auf seine Schullaufbahn konzentrieren wollte. Er ist durch die Rolle als Hübscher Achtklässler aus der Nickelodeon-Fernsehserie 100 Dinge bis zur Highschool bekannt.
Neben der Schauspielerei ist er auch als Model tätig.

## Filmografie
- 2014–2016: 100 Dinge bis zur Highschool (100 Things to Do Before High School)